# Walter Vidarte
Walter Vidarte (Montevideo, Uruguai, 18 de juliol de 1931 - Madrid, Espanya, 29 d'octubre de 2011) fou un actor i director de teatre, televisió i cinema uruguaià d'àmplia trajectòria a l'Argentina i a Espanya. Va treballar en 83 pel·lícules i programes televisius des de 1958. Va protagonitzar la pel·lícula Circe, la qual va ser nominada per al 14è Festival Internacional de Cinema de Berlín.

## Filmografia
- Procesado 1040 (1958)
- Alias Gardelito (1961)
- Los venerables todos (1962)
- Circe (1964)
- Los evadidos (1964)
- Orden de matar (1965)
- La tregua (1974)
- Akelarre (1984)
- La noche de los girasoles (2006)